# Blauwnekmuisvogel
De blauwnekmuisvogel (Urocolius macrourus) is een vogel uit de familie Coliidae (muisvogels).

## Verspreiding en leefgebied
Deze soort komt voor in oostelijk, centraal en westelijk Afrika en telt zes ondersoorten:
- Urocolius macrourus macrourus: van Mauritanië, Senegal en Gambia tot oostelijk Ethiopië.
- Urocolius macrourus laeneni: het Aïrgebergte (Niger).
- Urocolius macrourus abyssinicus: van centraal en zuidelijk Ethiopië tot noordwestelijk Somalië.
- Urocolius macrourus pulcher: van zuidoostelijk Soedan en zuidelijk Somalië via Kenia tot noordoostelijk Oeganda en noordelijk Tanzania.
- Urocolius macrourus griseogularis: van zuidelijk Soedan en oostelijk Congo-Kinshasa oostelijk tot westelijk Tanzania.
- Urocolius macrourus massaicus: van centraal tot oostelijk Tanzania.